# Drum național 21
Der Drum național 21 (rumänisch für „Nationalstraße 21“, kurz DN21) ist eine Hauptstraße in Rumänien. In ihrem nördlichen Abschnitt bildet die Straße zugleich einen Teil der Europastraße 584.

## Verlauf
Die Straße beginnt in Brăila, wo sie vom Drum național 2B abzweigt. Sie verläuft durch die Walachische Tiefebene nach Südwesten, durchzieht die Stadt Însurăței und trifft in Bărăganul auf den Drum național 21A, der nach Țăndărei führt. Die Fortsetzung des DN21 kreuzt in der Kreishauptstadt Slobozia den Drum național 2A (Europastraße 60), überquert den Fluss Ialomița, kreuzt bei Dragalina den Drum național 3A und unmittelbar südlich die Autobahn A2 und endet in der Kreishauptstadt Călărași bei der Einmündung in den Drum național 3.
Die Länge der Straße beträgt rund 132 km.